# Lagom (sång)
"Lagom" är Darins tredje singel från albumet Fjärilar i magen. Låten blev en singel den 8 januari 2016.
Låten skrevs redan i december 2013 tillsammans med Tony Nilsson, som Darin jobbat med flera gånger tidigare. De jobbade på en ny låt och Darin säger att han minns att "melodin och texten skulle skrivas på en gitarrslinga och därefter bygga upp produktionen". Darin skrev en vers och en refräng på engelska och gav den sedan namnet "Butterflies", men skrev om den på svenska.
"Lagom" blev därmed den allra första låten som han skrev till sitt nya album. Enligt Darin var det den låten som "satte soundet och känslan" för hans nya låtar.

## Listplaceringar
| Lista (2016) | Topplacering |
| ------------ | ------------ |
| Sverige      | 98           |

### Fotnoter
1. ↑  ”Lagom”. Swedishcharts. 27 februari 2015. http://www.swedishcharts.com/showitem.asp?interpret=Darin&titel=Lagom&cat=s. Läst 14 februari 2016.